# Fourges
Fourges fue una comuna francesa situada en el departamento de Eure, en la región de Normandía. El 1 de enero de 2016 pasó a ser una comuna delegada de la comuna nueva de Vexin-sur-Epte, al fusionarse con las comunas de Berthenonville, Bus-Saint-Rémy, Cahaignes, Cantiers, Civières, Dampsmesnil, Écos, Fontenay-en-Vexin, Forêt-la-Folie, Fours-en-Vexin, Guitry, Panilleuse, y Tourny.

## Demografía
| Gráfica de evolución demográfica de Fourges entre 1800 y 2013 |
|                                                               |

Estos datos demográficos, referidos a la población de la comuna de Fourges, provienen de EHESS/Cassini (en el periodo 1800-1999) y de la página del INSEE (2008-2013).